# حصار أورليان

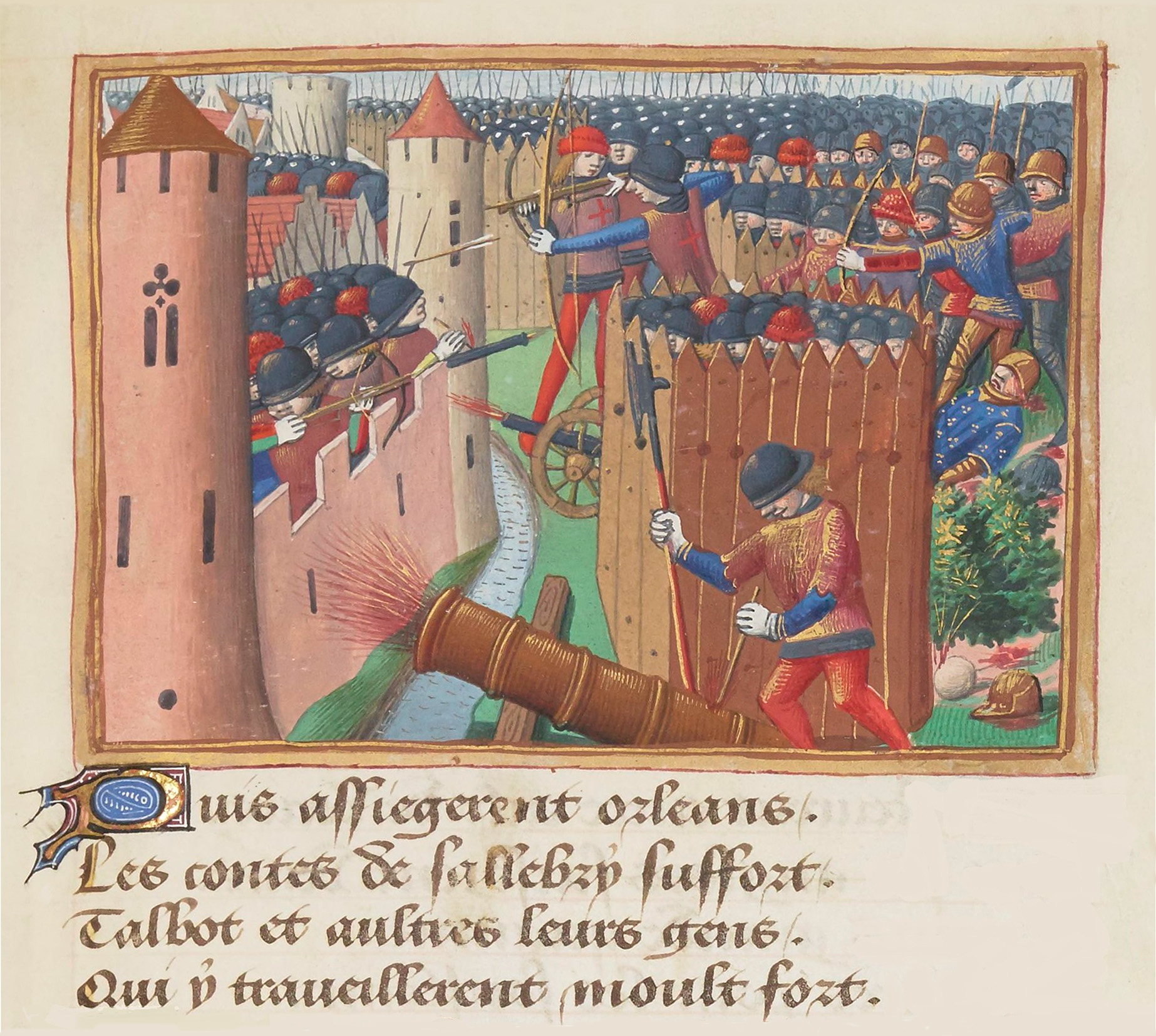
حصار أورليان.

وقع حصار أورليان بين عامي (1428 - 1429)، ويعد نقطة التحول في مسار حرب المئة عام بين فرنسا وإنجلترا، كما يعد حصار أورليان الانتصار العسكري الكبير الأول لجان دارك، والنجاح الأول للفرنسيين منذ سلسلة الهزائم التي تعرضوا لها بدءاً من عام 1415. مثلت بداية حصار أورليان أوج القوة الإنجليزية خلال هذه الحرب الطويلة. كانت أورليان مدينة ذات أهمية إستراتيجية ورمزية لكل من طرفي الصراع، ويجمع المؤرخون على أن سقوط أورليان كان ليكون كفيلاً بإسقاط الأراضي الفرنسية كافةً في أيدي الإنجليز. بدا أن الفوز سيكون حليفاً لإنجلترا لعام ونصف، لكن الأوضاع قُلبت رأساً على عقب بمجرد وصول جان دارك، حيث انتهى الحصار بعد وصولها بتسعة أيام فقط بنصر فرنسي ساحق.

## خلفية

### حرب المئة عام
وقع حصار أورليان خلال حرب المئة عام، نزاع على ميراث السيادة على فرنسا نشب بين العائلات الحاكمة في فرنسا وإنجلترا. بدأ الصراع عام 1337 عندما قرر ملك إنجلترا إدوارد الثالث تشكيل ضغط من أجل أحقيته بالعرش الفرنسي، ويستند هذا الادعاء إلى كونه ابن إيزابيلا من فرنسا وبالتالي فهو من السلالة الملكية الفرنسية المتنازع عليها.
بعد انتصار حاسم في أجينكور عام 1415، اكتسب الإنجليز اليد الطولى في الصراع، إذ احتلوا جزءًا كبيرًا من شمال فرنسا. بموجب معاهدة تروا لعام 1420، أصبح هنري الخامس الإنجليزي وصيًا على فرنسا. بموجب هذه المعاهدة، تزوج هنري من كاثرين، ابنة الملك الفرنسي الحالي شارل السادس، ليخلف العرش الفرنسي بعد وفاة شارل. حُرم شارل دوفين فرنسا (اللقب الذي يُمنح للوريث الفرنسي الظاهر) ابن الملك الفرنسي، من ميراث العرش.

### جغرافية
تقع أورليان على نهر لوار شمال وسط فرنسا. خلال فترة الحصار، ظلت المدينة الواقعة في أقصى الشمال موالية لتاج فالوا الفرنسي. سيطر الإنجليز وحلفاؤهم البورغنديون على بقية شمال فرنسا، بما في ذلك باريس. كان موقع أورليان على أحد الأنهار الرئيسية العقبة الأخيرة أمام أي حملة نحو وسط فرنسا. وقد كانت إنجلترا قد سيطرت بالفعل على الساحل الجنوبي الغربي لفرنسا.

### حزب أرمانياك
باعتبارها عاصمة دوقية أورليان، كان لهذه المدينة أهمية رمزية في سياسات القرن الخامس عشر. كان دوقات أورليان يترأسون كتلة سياسية تُعرف باسم أرمانياك، والتي رفضت معاهدة تروا وأيدت مزاعم الدوفين شارل المنفي والمحروم من إرث العرش الفرنسي. كانت هذه الكتلة السياسية موجودةً منذ جيلين. كان زعيمها، دوق أورليان وأحد المتنازعين على العرش، من ضمن المقاتلين القلائل في معركة أجينكور الذين ظلوا أسرى الإنجليز لأربعة عشر عامًا بعد المعركة.
ضمن أعراف الفروسية، كان يحق للمدينة التي تستسلم للجيش الغازي دون صراع أن تحظى بمعاملة متساهلة من حاكمها الجديد. أما المدينة التي تقاوم يمكن أن تواجه احتلالًا قاسيًا. لم تكن عمليات الإعدام الجماعية معروفة في هذا النوع من الحالات. نسبةً لتفكير العصور الوسطى المتأخر، زادت مدينة أورليان من حدة الصراع وفرضت استخدام العنف على الإنجليز، لذلك فإن اللورد الغازي سيكون عادلًا لدى تنفيذه الثأر الشديد لمواطنيه. إن ارتباط المدينة بحزب أرمانياك جعل من قرار العفو عنها أمرًا مستبعدًا في حال سقوطها.

## الاستعدادات

### حالة الصراع
بعد التداعيات القصيرة على هينو في 1425-1426، جدّد الجيش الإنجليزي والبورغندي تحالفهما وهجومهما على دوفين فرنسا عام 1427. كانت منطقة أورليانيس جنوب غرب باريس ذات أهمية محورية، ليس فقط للسيطرة على نهر لوار، لكن أيضًا لتسهيل ربط منطقة العمليات الإنجليزية في الغرب مع منطقة عمليات بورغندي في الشرق. لم تكن الأسلحة الفرنسية فعالة قبل الهجوم الأنجلو-بورغندي وحتى حصار مونتارغيس في أواخر عام 1427، عندما نجحوا بإجبار العدو على رفع الحصار. شجع إنقاذ مونتارغيس، وهو أول عمل فرنسي ناجح منذ سنوات، انتفاضات متفرقة غربًا في مقاطعة مين المحتلة من قِبل الإنجليز والتي تحرسها حامية ضعيفة، مهددةً باسترجاع المكاسب الإنجليزية الأخيرة.
ومع ذلك، فشل الفرنسيون في الاستفادة من تداعيات الوضع في مونتارغيس، ويرجع ذلك بشكل أساسي إلى تورط المحكمة الفرنسية في صراع داخلي على السلطة بين الكونستابل آرثر دي ريشمونت والتشامبرلن جورج دي لا تريموال، وهو المرافق المقرب الجديد للدوفين شارل. من بين القادة العسكريين الفرنسيين، كان جان «لقيط أورليان» (الذي سمي لاحقًا «دونوا»)، و لا هير، وجان بوتون دو زانتراي من أنصار أسرة لا تريموال، بينما وقف شارل الأول، دوق بوربون وكونت كليرمونت، والمارشال جان دي بروس وجون ستيوارت من دارنلي (رئيس القوات الاسكتلندية المساعدة) في صفوف الكونستابل. وصل الصراع الداخلي الفرنسي لنقطة بات فيها الأنصار يتقاتلون فيما بينهم في ميدان مفتوح بحلول منتصف عام 1428.
استفاد الإنجليز من العجز الفرنسي في إقامة تعزيزات جديدة في إنجلترا في أوائل عام 1428، إذ جمعوا قوة جديدة قوامها 2700 رجل (450 جنديًا مسلحًا و 2250 رامي بأقواس طويلة) جلبهم توماس مونتاكوت، إيرل سالزبوري الرابع، الذي اعتُبر القائد الإنجليزي الأكثر فاعلية آنذاك. دُعمت هذه القوة عبر الضرائب الجديدة التي جُمعت في نورماندي وباريس، وانضم إليها قوات مساعدة من مناطق بورغوندي والأراضي التابعة في بيكاردي وشامبين حتى وصلت لقوة إجمالية قوامها حتى 10000 جندي.
في مجلس الحرب في ربيع عام 1428، قرر الوصي الإنجليزي جون، دوق بيدفورد أن الاتجاه الرئيسي للحملات العسكرية الإنجليزية سيكون غربًا لدحر قوات أرمانياك المتبقية في مين وفرض حصار على أنجيه. لم تكن مدينة أورليان في الأصل مُدرجة ضمن هذه الخطة؛ في الواقع، أبرم بيدفورد صفقة خاصة مع دونوا الذي صبّ اهتمامه على نزاع ريشمونت-لا تريموال الذي احتدم بشدة في منطقة بيري. بينما كان شارل، دوق أورليان أسير الإنجليز حينها، كان من المخالف لأعراف حرب الفرسان الاستيلاء على ممتلكات السجين. وافق بيدفورد على ترك أورليان وشأنها، لكن لسبب ما، غيّر رأيه بعد وقت قصير من وصول التعزيزات الإنجليزية تحت قيادة سالزبوري في يوليو عام 1428. في مذكرة كتبت في السنوات اللاحقة، أعرب بيدفورد أن حصار أورليان «قد تم تنفيذه، لكن الله وحده أعلم بناءً على أي مشورة» ما يشير إلى أنها ربما كانت فكرة سالزبوري، وليست فكرته.

### نهج سالزبوري
بين شهري يوليو وأكتوبر، اجتاح إيرل سالزبوري الريف الجنوبي الغربي لباريس مستعيدًا نوجينت لو روا ورامبوييه والمنطقة المحيطة بشارتر. ثم عوضًا عن الاستمرار باتجاه الجنوب الغربي نحو أنجيه، انتقل سالزبوري فجأة إلى الجنوب الشرقي نحو أورليان. متقدمًا باتجاه نهر لوار، استولى سالزبوري على لو بوسيه وجانفيل (بشيء من الصعوبة) في شهر أغسطس. من هناك، بدلًا من النزول مباشرة إلى أورليان من الشمال، تخطى سالزبوري المدينة للاستيلاء على الريف الغربي منها. وصل إلى نهر لوار عند بلدية مان-سور-لوار التي استولى عليها على الفور (عبرت مفرزة من رجاله النهر لنهب دير كليري). تقدم قليلًا أسفل النهر باتجاه بلوا للاستيلاء على جسر وقلعة بيوغنسي. عبر سالزبوري نهر لوار عند هذه النقطة، وانعطف ليدنو من أورليان من جهة الجنوب. وصل سالزبوري إلى أوليفيه في 7 أكتوبر، على بعد ميل واحد فقط جنوب أورليان. في غضون ذلك، أُرسلت مفرزة إنجليزية، بقيادة جون دي لا بول، للاستيلاء على المناطق الواقعة أعلى النهر شرق أورليان: سقطت بلدية جارغو في 5 أكتوبر، لتسقط شاتونوف-سور-لوار مباشرة بعدها، بينما في أعلى النهر، استولى البورغنديون على سولي-سور-لوار. بهذا عُزلت أورليان وحوصرت.
كان جون دو دونوا، الذي كان يدير دفاعات أورليان، قد لاحظ الحصار الإنجليزي الخانق واهتم بإعداد المدينة للحصار. توقع دونوا بشكل صحيح أن يستهدف الإنجليز الجسر البالغ طوله ربع ميل (400 متر) تقريبًا، والذي يصل بين الضفة الجنوبية لنهر لوار ووسط مدينة أورليان على الضفة الشمالية. مر الجسر فوق جزيرة سانت أنطوان النهرية، وهو الموقع الأمثل لسالزبوري لوضع المدفع الإنجليزي بحيث تكون مدينة أورليان ضمن نطاقه. في الطرف الجنوبي من الجسر كانت هناك بوابة حراسة ذات أبراج، لي توريل، منتصبة ضمن النهر وتتصل بواسطة جسر متحرك بالضفة الجنوبية. أقام دونوا بسرعة متراسًا ترابيًا كبيرًا (بوليفارت) على الضفة الجنوبية نفسها وعبأه بمعظم قواته، منشئًا مجمعًا محصنًا ضخمًا لحماية الجسر. على الجانب الآخر من بوليفارت، كان هناك أحد الأديرة الأوغسطينية الذي يمكن استخدامه كموقع إطلاق نار على أي محاولة دخول للجسر، بيد أن دونوا قد قرر على ما يبدو عدم الاستفادة منه.[بحاجة لمصدر] بناءً على أوامره، أُخليت الضواحي الجنوبية لأورليان وهُدمت جميع المباني فيها كي لا يستخدمها الإنجليز غطاءً لهم.